# Gregor Arvay

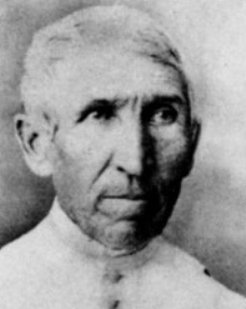
Gregor Arvay

Gregor Arvay, auch Gergely Arvay (* 4. November 1790 in Vajta im Komitat Weissenburg; † 7. Juli 1871 in Ofen), war ein ungarischer katholischer Geistlicher, Lehrer und Schriftsteller.

## Leben

### Werdegang
Gregor Arvay besuchte das Gymnasium und trat anschließend in den Orden der Piaristen ein. Er unterrichtete anfangs in Kecskemét und darauf in Güns (heute Kőszeg) an den Schulen Philologie.
1810 trat er in den Prämonstratenser-Orden in der Prämonstratenserpropstei Csorna ein und studierte Philosophie in Steinamanger (heute Szombathely) sowie Theologie im Pester Seminar.
Er wurde in der Propstei von Türje (siehe auch Prämonstratenserkloster Türje) erst geistlicher Adjunkt, dann Sekretär beim Prälaten seines Ordens in Csorna, darauf Lehrer der Poesie in Keszthely und in Steinamanger; dort wurde er 1833 zum Gymnasialdirektor ernannt.

### Schriftstellerisches Wirken
Seit 1825 schuf Gregor Arvay eigene Werke und veröffentlichte verschiedene Übersetzungen, die in der Felső Magyar-Országi Minerva, einer vierteljährlich erscheinenden literarischen Zeitschrift, die Graf József Dessewffy 1825 gründete, sowie im Egyházi tár und im Athenäum erschienen.
Für die ungarische Literatur übersetzte er Die Schule der Frauen von Molière und Tancrède von Voltaire; beide Schriften wurden durch die Ungarische Gelehrte Gesellschaft in der Zeit von 1833 bis 1834 herausgegeben.

## Mitgliedschaften
Gregor Arvay wurde am 8. November 1834 korrespondierendes Mitglied der Ungarischen Akademie der Wissenschaften.

## Übersetzungen (Auswahl)
- Voltaire; Gergely Arvay: Tancred. Budan, 1834. (Digitalisat).